# Steve Blake
Steven Hanson Blake (* 26. Februar 1980 in Hollywood, Florida) ist ein ehemaliger US-amerikanischer Basketballspieler, der auf der Position des Point Guard spielte.
Nach Abschluss der High School besuchte er von 1999 bis 2003 die University of Maryland. Mit den Maryland Terrapins, der Basketballmannschaft der Universität, gewann er 2002 die NCAA Division I Basketball Championship der National Collegiate Athletic Association. Bei der NBA-Draft 2003 wählten ihn die Washington Wizards an 38. Stelle aus. In seiner NBA-Karriere erreichte er dreimal die Play-offs, kam allerdings lediglich einmal über die erste Runde hinaus.

## Biografie

### High School
Blake besuchte zwei Jahre die Miami Killian High School. Danach verließ er die Schule und wechselte zur Miami High School und traf dort auf Udonis Haslem, einen zukünftigen NBA-Spieler. Mit dem Basketballteam der High School gewann er zwei Meisterschaften des US-Bundesstaates Florida in Serie und nahm währenddessen auch an der U-18 Junioren Weltmeisterschaft teil. Nachdem die Miami New Times eruiert hatte, dass sich Blake und andere Schüler unter falschen Namen eingeschrieben hatten, wurde die Meisterschaft von 1998 aberkannt. Daher wurde er von der Florida High School Athletic Association für Basketballspiele im ganzen Land gesperrt. Wegen der Sperre wechselte er noch einmal die Schule und besuchte ein Jahr lang die Oak Hill Academy in Virginia.

### College
Nachdem er 1999 seinen Abschluss an der High School absolviert hatte, besuchte er die University of Maryland. Dort spielte er für die Maryland Terrapins, das Basketballteam des Colleges, und startete in seiner Freshman-Saison in 33 von 35 Spielen. Er war bester Passgeber des Teams (6,2 Assists pro Spiel) und wurde ins ACC All-Freshman Team berufen. Mit den Terrapins erreichte er in dieser Saison das Final Four und verlor dort gegen die Duke University. Nach seiner ersten Saison nahm er an der FIBA U-20 Amerikameisterschaft teil und gewann mit dem Team USA die Silbermedaille. In der folgenden Saison war er erneut bester Passgeber der ACC und wurde in mehrere ACC-Auswahlteams berufen. Zudem erreichte er mit den Terrapins zum zweiten Mal in Folge das Final Four und gewann dieses Mal die NCAA Division I Basketball Championship. In seinem Senior-Jahr erzielte er im Schnitt 11,6 Punkte und 7,1 Assists. Nachdem er in seinen vier College-Jahren stets mehr als sechs Assists im Schnitt erzielt hat, ist er mit insgesamt 972 Assists der Spieler mit den fünftmeisten Assists in der Geschichte der NCAA. Des Weiteren ist er der erste Spieler der ACC, der die Marke von 1.000 Punkten, 800 Assists, 400 Rebounds und 200 Steals erreicht hat. Sein Trikot mit der Nummer 25 wird bei den Terrapins nicht mehr vergeben.

### NBA

#### Washington Wizards (2003–2005)
| Saison  | Punkte | Rebounds | Assists |
| ------- | ------ | -------- | ------- |
| 2003/04 | 5.9    | 1.6      | 2.8     |
| 2004/05 | 4.3    | 1.6      | 1.6     |
|         |        |          |         |

Am 26. Juni 2003 wurde Blake bei der NBA-Draft an 38. Stelle von den Washington Wizards ausgewählt. Nachdem er die Verantwortlichen in der Summer League von sich überzeugt hatte, unterschrieb er am 21. August 2003 seinen ersten Profivertrag. In seiner ersten Saison mit den Wizards begann er 14 Spiele in der Startformation. Dabei scorte er 16 Mal zweistellig, erzielte ein Double-Double und erzielte in einem Spiel gegen die Miami Heat 21 Punkte.
In seiner zweiten Saison war er weniger erfolgreich, da er durch mehrere Verletzungen gebremst wurde. Mit den Wizards erreichte er in dieser Saison die zweite Play-off-Runde und kam dort vier Mal zum Einsatz.
Nach dieser Saison wurde Blake zum Restricted Free Agent und verlängerte seinen Vertrag mit den Wizards nicht.

#### Portland Trail Blazers (2005–2006)
| Saison  | Punkte | Rebounds | Assists |
| ------- | ------ | -------- | ------- |
| 2005/06 | 8.2    | 2.1      | 4.5     |
|         |        |          |         |

Nachdem er Washington verlassen hatte, unterschrieb Blake am 28. September 2005 einen Vertrag mit den Portland Trail Blazers. Dort traf er auf seinen ehemaligen Teamkollegen vom College, Juan Dixon, der in der Off-Season ebenfalls einen Vertrag bei den Trail Blazers unterzeichnet hatte. In seiner ersten Saison bei den Trail Blazers wurde er prompt zum Starter, da sich Sebastian Telfair verletzt hatte. Da Blake durch bessere Leistungen überzeugen konnte, behielt er den Platz in der Starting Five. Daher spielte er auch häufiger als zuvor in Washington und startete insgesamt in 57 Spielen. Des Weiteren zeigte er erneut, wie zuvor am College, dass er ein herausragender Passgeber ist und belegte am Ende der Saison den dritten Platz in der Assist-to-Turnover Ratio. Statistik. Die Trail Blazers belegten am Saisonende den letzten Platz in der Western Conference und verpassten die Qualifikation für die Play-offs.

#### Milwaukee Bucks, Denver Nuggets (2006–2007)
| Saison  | Punkte | Rebounds | Assists |
| ------- | ------ | -------- | ------- |
| 2006/07 | 6.4    | 2.1      | 5.0     |
|         |        |          |         |

Nach einer Saison mit den Trail Blazers wurde er zusammen mit Brian Skinner und Ha Seung-Jin zu den Milwaukee Bucks transferiert und die Blazers erhielten im Gegenzug Jamaal Magloire. Bei den Bucks schaffte er den endgültigen Sprung in die Startformation nicht und begann in lediglich zwei Spielen als Starter. Daher wurde er am 11. Januar 2007 zu den Denver Nuggets transferiert, die im Gegenzug Earl Boykins, Julius Hodge und Geld erhielten. Bei den Nuggets zeigte Blake bessere Leistungen und startete in 40 der 49 verbleibenden Spiele. Er verteilte im Schnitt 6,6 Assists pro Spiel und erreichte mit den Nuggets die Playoffs. Dort verloren die Nuggets in der ersten Runde mit 1:4 in Spiele gegen die San Antonio Spurs, wobei Blake in allen fünf Begegnungen startete.

#### Portland Trail Blazers (2007–2010)
| Saison  | Punkte | Rebounds | Assists |
| ------- | ------ | -------- | ------- |
| 2007/08 | 8.5    | 2.4      | 5.1     |
| 2008/09 | 11.0   | 2.5      | 5.0     |
|         |        |          |         |

Nachdem Blake am 1. Juli 2007 zu einem Unrestricted Free Agent wurde, unterschrieb er am 13. Juli zum zweiten Mal in seiner Karriere einen Vertrag bei den Portland Trail Blazers. In seiner ersten Saison war er direkt Stammspieler und startete in 78 Begegnungen. Er selber brachte dabei durchschnittliche Leistungen und erreichte mit den Trail Blazers eine ausgeglichene Bilanz von 41:41, die nicht für eine Playoff-Teilnahme reichte. In seiner zweiten Saison startete er in allen 69 Spielen, die er bestritt, und zeigte verbesserte Leistungen. In einem regulären Saisonspiel gegen die Los Angeles Clippers am 22. Februar 2009 stellte Blake mit 14 Assists im ersten Viertel einen NBA-Rekord auf. Zum Saisonende erreichte er mit den Blazers die Playoffs, in denen sie in der ersten Runde mit 2:4-Siegen den Houston Rockets unterlagen.

#### Los Angeles Clippers (2010)
| Saison  | Punkte | Rebounds | Assists |
| ------- | ------ | -------- | ------- |
| 2009/10 | 7.3    | 2.3      | 4.8     |
|         |        |          |         |

In der neuen Saison mit den Trail Blazers geriet er immer mehr in den Hintergrund und startete in 28 von 51 Spielen. Da die Blazers Blake nicht mehr benötigten transferierten sie ihn während der regulären Saison zusammen mit Travis Outlaw und 1,5 Mio. US-Dollar im Gegenzug für Marcus Camby zu den Los Angeles Clippers. Für die Clippers bestritt er 29 Begegnungen und startete dabei in zehn Spielen, blieb mit den Clippers jedoch erfolglos und verlängerte zum Saisonende seinen Vertrag nicht.

#### Los Angeles Lakers (2010–2014)

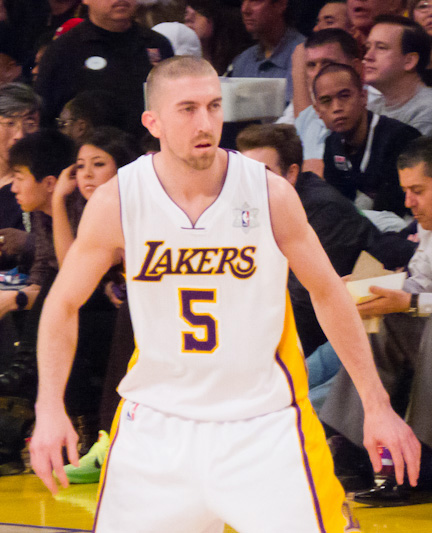
Blake im Trikot der Lakers

Stattdessen unterschrieb er zur neuen Saison bei den Los Angeles Lakers einen mit 16 Mio. US-Dollar dotierten Vertrag über vier Jahre. Bei den Lakers ist er ein Rollenspieler, der von der Bank kommt und meist als Ersatzspieler für Steve Nash fungiert.

#### Golden State Warriors, Portland Trail Blazers, Detroit Pistons (2014–2016)
Im Februar 2014 wurde Blake von den Lakers zu den Golden State Warriors nach Kalifornien transferiert. Nach der Saison 2013/14 unterschrieb er einen Vertrag bei den Portland Trail Blazers.
Nachdem Portland in der ersten Runde der Playoffs gegen Memphis ausgeschieden war, wurde in Portland ein Umbruch eingeleitet und Blake unterzeichnete einen Vertrag bei den Detroit Pistons.

## Spielstil
Blake spielte seit der High School auf der Position des Point Guards. Dabei strahlte er Ruhe im Spielaufbau aus. Zudem war er ein guter Passgeber, wie die Statistiken belegen. In der Offensive wurde er als zu „soft“ (weich) beschrieben und war ein Spieler, der eher passte als selbst Würfe zu nehmen. Er verfügte über einen guten Dreipunktewurf bzw. Distanzwurf und wurde als „solider“ Scorer beschrieben. Insgesamt galt er auf seiner Position als erfahrener Spieler, der nie zu den Top-Spielmachern der Liga gehörte.